# Agustí Sardà i Llaveria
Agustí Sardà i Llaveria (Mont-roig del Camp, Baix Camp, 19 de setembre de 1836 - Madrid, 5 de març de 1913) va ser un pedagog, advocat i polític català.
La seva família vivia a Reus, i es va traslladar a Madrid per qüestions de treball. Es va llicenciar en dret i magisteri a Madrid i va ser secretari d'Estanislau Figueras, amb qui va destacar en la defensa de la causa obrera. El 1865 va rebre el nomenament de catedràtic de l'Escola Normal de Pamplona però en va ser separat durant la Restauració borbònica. A Pamplona es va vincular activament al republicanisme, motiu pel qual el rector de la Universitat de Saragossa el va desterrar. Tenia amistat amb Estanislau Figueras desterrat, també, a Navarra. Amb la Revolució de 1868 va formar part de la Junta Suprema de Navarra quan van ser deposades les autoritats borbòniques. Va contribuir a la fundació del Partit Republicà Federal a la capital navarresa del que va ser un membre destacat.
Quan es va crear la I República Espanyola va ser elegit diputat al parlament constituent. Era seguidor de Nicolás Salmerón i posteriorment va afiliar-se a Unió Republicana. Durant la República era el secretari particular del president Figueras i, més tard, es va vincular a l'administració republicana, fins que el 1873 va ser elegit diputat a Corts.
El 1882 era professor a l'Escola Normal de Madrid que passaria a dirigir. El 1909 es va incorporar a l'Escola Superior del Magisteri com a professor d'Organització Escolar Comparada i de Pràctiques Pedagògiques fins a la seva jubilació l'any 1911.
Va ser un destacat membre de la Institución Libre de Enseñanza, des de la qual volia estimular els mestres per aplicar les noves metodologies i pràctiques educatives. Des de 1888 Sardà va formar part de junta directiva la Institución. Va ser membre del Consejo Superior de Instrucción Pública.
També va ser elegit senador per la província de Tarragona el 1903, 1905, 1907 (amb Solidaritat Catalana) i el 1910, i des del seu càrrec va fomentar l'establiment d'escoles noves a la seva comarca. Com a senador, va promoure la millora de l'educació primària i la dignificació del magisteri.

## Obres
- Las Islas Filipinas: primera conferencia dada en la tercera casa consistorial ante la Academia de Profesores de Primera Enseñanza de Madrid la noche del día 30 de abril de 1881. Madrid: Imp. de Aurelio J. Alaria, 1881
- La isla de Puerto Rico. Madrid: Est. Tip. de Evaristo Sánchez, 1889.
- Estudios pedagógicos. Madrid: Viuda de Hernando i Cia. 1892. Un recull d'articles publicats en revistes especialitzades.